# Hypenomorpha
Hypenomorpha là một chi bướm đêm thuộc họ Erebidae.